# Аборти в Росії

Правовий статус абортів у світі:
Легальний
Легальний при зґвалтуванні та за медико-соціальними показниками
Легальний у випадках (або заборонений, окрім випадків) зґвалтування, медико-соціальних протипоказань
Заборонений, окрім випадків зґвалтування та медико-соціальних протипоказань
Заборонений, окрім випадків загрозі життя матері, та при наявності психічних і патологічних протипоказань
Заборонений без виключень
Відмінності за регіонами
Відсутні дані

Аборти в Росії є законними за запитом жінки до 12-го тижня вагітності та в особливих випадках на пізніших стадіях. 1920 року Російська Радянська Республіка стала першою країною світу, яка дозволила аборти за всіх обставин, але впродовж ХХ століття легальність абортів неодноразово змінювалося, з забороною від 1936 до 1955 року. За даними ООН станом на 2010 рік Росія мала найбільшу кількість абортів на одну жінку репродуктивного віку в світі. З точки зору загальної кількості 2009 року Китай повідомив, що в них відбулось 13 мільйонів абортів при населенні 1,3 мільярда, у порівнянні з 1,2 млн абортів в Росії при населенні 143 мільйони осіб.

## Аборти в Російській Імперії
Аборти були заборонені в Російській імперії. Цю практику безпосередньо не згадують у Домострої, хоча виховання дітей — це загальна тема. За царювання Олексія Романова покаранням за аборт була смертна кара, яку тільки пізніше скасував Петро І. Аборти були серйозним злочином аж до 1917 року. Згідно з статтями 1462 і 1463 Кримінального кодексу Росії, осіб, «винних у вчиненні цього злочину, могли позбавити громадянських прав і вигнати або засудити до каторжних робіт.» Попри незаконність, існував «чорний ринок» абортів. Підпільний акушерський персонал відомий як повивальні бабки, сільські повивальні бабки і повитухи. Бабки були навчені не лише абортів, вони виконували роль медсестер і акушерок, особливо в сільських районах, де належне медичне обслуговування було недоступне. За даними, між 1909 і 1914 роками кількість абортів у Москві зросла у два з половиною рази; упродовж 1897—1912 років вона зросла в Санкт-Петербурзі в рази. Статистичні дані початку ХХ століття свідчать, що суворих законів дотримувались рідко. Наприклад, цифри для вироків, винесених у роки перед першою світовою війною, становлять: 20 (1910), 28 (1911), 31 (1912), і 60 (1914).
Наприкінці існування Російської Імперії лікарі і юристи почали виступати за пом'якшення законів про аборти і поширення контрацепції. Мотивацією було зробити аборти менш небезпечними. На думку істориків, рух за легалізацію абортів й заохочення до контрацепції виник з інших причин, ніж це відбулось у Західній Європі. Ініціаторами цього були не учасники політичного життя (як у Франції, наприклад), а працівники медицини. 1889 року на третьому з'їзді Пироговського товариства науковці і медики, чиї твори мали рішучий вплив у Росії, почали обговорювати питання легалізації абортів. Згодом відбулись інші: 1911 року на IV з'їзді товариства російських акушерів, 1913 року на дванадцятому з'їзді Пироговського Товариства, а в 1914 році російська група Міжнародного товариства Кримінологів також підтримала декриміналізацію.

## Аборти в РРФСР

### 1920—1936
Першою державою в Європі, що легалізувала аборти, став Радянський Союз. Своїм «декретом про жіноче здоров'я» у жовтні 1920 року більшовики зробили аборт законним у РРФСР. Після РРФСР закон запровадили в Україні (5 липня 1921), а потім на решті території СРСР. Уряд розглядав легалізацію як тимчасову необхідність, оскільки після економічної кризи і майже десятиліття заворушень, війни, революції і громадянської війни, багато жінок робили аборти через неспроможність піклуватися про дитину. Було запроваджено обмеження на критерії абортів, і до 1924 році вони були дозволені тільки тоді, коли вагітність становила загрозу життю жінки або плода. Радянський Союз проводив політику пронаталізму; проте радянські чиновники стверджували, що жінки матимуть можливість зробити аборт незалежно від законності, а держава зможе регулювати і контролювати аборти, тільки якщо їх узаконять. Зокрема, радянський уряд сподівався забезпечити доступ до абортів у безпечному середовищі, проведених досвідченими лікарями, а не бабками. Якщо ця кампанія була надзвичайно ефективною в міських районах (аж 75 % абортів у Москві були проведені в лікарнях у 1925 році), то ситуація була набагато гіршою в сільських районах, де не було лікарів, транспорту, і де жінки покладалися на нетрадиційну медицину. Після того, як аборти легалізували в РРФСР у сільській місцевості, жінки, як і раніше, відвідували бабок, акушерок, перукарок, медсестер.
Радянський Союз став першою країною, де аборти були доступні на запит жінки, часто безкоштовно. Була напружена дискусія між урядом і медичними чиновниками щодо їх легалізації. Основними аргументами проти легалізації абортів були можливий шкідливий вплив на зростання населення та можлива шкода для здоров'я жінок. До середини 1920-х років лікарні були настільки перевантажені через процедури абортів, що потрібно було відкривати спеціальні кабінети, щоб звільнити місця. Величезна кількість абортів стурбувала багатьох лікарів. Було запроваджено обмеження на аборти після третього місяця вагітності, щоб першочергову увагу приділяли тільки для занадто бідних жінок, одиначок, або які вже мали кілька дітей. Було дозволено проміжок не менш як 6 місяців між першим і другим абортами. Крім того, знову було вжито заходів із переслідування бабок. Це почалося з легалізації абортів в 1920 році, і велику кількість бабок було спіймано й покарано, оскільки наявність легальних абортів не залишала їм жодного виправдання, щоб продовжувати роботу. Під час колективізації, яку посилено проводили на початку 1930-х, це тимчасово відійшло на другий план, але в 1934 році було ухвалено нові, більш суворі закони про проведення незаконних абортів, зокрема циркуляр прокуратури РРФСР і розлогі розповіді про них у великих газетах. Циркуляр доручив регіональним прокурорам активізувати зусилля на боротьбу з несанкціонованими абортами, цитуючи листа, який надійшов у прокуратуру від анонімної приватної особи, що засуджувала шкоду жінкам від бабок в одному сільському районі. За місяць у газеті «Известия» вийшла стаття із засудженням «проблеми молодих жінок, які опинилися на порозі акушера після того, як не вдалося знайти роботу».

### 1936—1955
В 1936 році СРСР знову заборонив аборти. Закон, який заборонив аборти, містив не лише це, але й кілька інших постанов. Офіційна назва закону, «Указ про заборону абортів, удосконалення матеріальної допомоги породіллям, встановлення державної допомоги батькам багатодітних сімей, посилення заходів кримінального покарання за несплату аліментів і про деякі зміни в законодавстві про розлучення». Все це було частиною ініціативи Сталіна, спрямованої на стимулювання народжуваності, а також означало високу важливість сім'ї як осередку суспільства для комунізму.
Ця постанова викликала широке невдоволення і опозицію, містянки стверджували, що часто було неможливо народити дитину, коли вони намагалися кар'єрно просуватися (оскільки радянська держава активно пропагувала жіночу освіту та працевлаштування) та через брак житла і матеріалів, необхідних для догляду за дітьми. Антиабортне законодавство на практиці було лише трохи більш здійсненне, ніж в царські часи, і бабки продовжували свою діяльність, знаючи про ризик бути спійманими. Хоча були численні випадки, коли жінки перевірялись у лікарнях після проходження невдалих абортів, але зазвичай було неможливо сказати, чи в них був викидень, чи вони самостійно зробили собі аборт, чи це зробила бабка. Неписаний кодекс жіночої солідарності теж був сильним, і жінки рідко здавали бабок владі.
На практиці указ 1936 року не сильно вплинув на кількість абортів, хоча було зазначено, що показник смертності немовлят зріс між 1935 і 1940 роками через жінок, які напевно поранили себе під час незаконних абортів, а тому не могли народжувати здорових дітей.
Закон передбачав пільги для жінок за сьому і подальших дітей аж до третього дня народження. 1944 року пільги розширено, щоб запропонувати пільги на третю дитину до чотирьох днів народжень і для четверту і наступних дітей до їхнього сьомого дня народження. Однак всю цю допомогу було припинено 1948 року, після того, як найбільше джерело зменшення населення, Друга світова війна, закінчилася. Попри заборону на аборти і політику збільшення народжуваності, кількість абортів залишалася високою протягом цього часу. Через ускладнення внаслідок небезпечних абортів гинуло близько 4000 жінок на рік. Жінки як і раніше змушені були робити небезпечні аборти через політику заохочення одружених жінок до праці та економічну політику на користь важкої промисловості і національної оборони перед житловими умовами і споживчими товарами.
Після війни, під час якої загинули мільйони чоловіків, і уряд був змушений узаконити сім'ї матерів-одиначок. Новий закон про сім'ю 1944 року санкціював матерів-одиначок як об'єкт відтворення шляхом надання їм фінансової підтримки. Переважання соло-матерів в цей момент було дійсністю. До 1957 року 3,2 млн жінок вимагали державної допомоги як одиначки.

### Після 1955 року
Після смерті Сталіна в 1953 році радянський уряд анулював закон 1936 року і видав новий закон Про аборти. В указі говорилося, що «заходи, здійснювані Радянською державою для заохочення материнства і захисту дитинства, а також безперервного зростання свідомості і культурності жінок», дозволяють змінити політику. Мова указу передбачала, що більшість жінок обере материнство, а не аборти, і що запобігання абортам залишається однією з цілей уряду, оскільки він все ще заохочує зростання населення.
Підраховано, що наприкінці 1950-х і в 1960-х роках СРСР мав один із найвищих показників абортів у світі. Кількість абортів упродовж цього періоду точно невідома, тому що Радянський Союз не публікував статистику абортів до початку перебудови. Найкращі оцінки, що базуються на опитуваннях медичних працівників протягом цього часу, кажуть, що відбувалося близько 6-7 мільйонів абортів на рік.
Один з небагатьох висновків щодо абортів наприкінці 1950-х — показало опитування, проведене між 1958 і 1959 р.р., з 26 000 жінок, які шукали можливість зробити аборти, 20 000 з міст і 6 000 осіб з сільської місцевості. Деякі факти можна почерпнути з цього опитування щодо того, які жінки шукали можливість аборту і їх причини. По-перше, "переважна більшість жінок були одружені, хоча результати опитування не дають точний відсоток. По-друге, ми можемо дізнатися, скільки дітей у жінки. Серед міських жінок 10.2 % були бездітні, 41.2 % мали одну дитину, 32.1 % мали двох дітей, і 16.5 % мали три та більше дітей, тож середня кількість дітей 1.47. Серед сільських жінок 6.2 % були бездітні, 26.9 % мали одну дитину, 30 % мали двох дітей, і 36,9 % мали трьох і більше дітей, середня кількість дітей 2.06. Серед жінок, які шукали аборту, міські жінки були більш схильні мати менше або не мати дітей. Це могло бути наслідком нестачі місця де зробити аборт, з якими стикаються міські жінки.
В огляді також розглянуті причини жінок шукати можливості аборту. Ці запити поділено на чотири категорії. Перша, «яку беззастережно можна усунути» внаслідок дій уряду: матеріальна нужда, нестача місця, відсутність домівки або установ, у які можна помістити дитину. Друга, «яку умовно можна усунути»: відсутність чоловіка, сімейні негаразди або хвороба одного або обох батьків. Третя категорія була «неусувні» речі, які не були викликані соціальними умовами, наприклад, немовля в родині, або наявність уже багатьох дітей. Четверта категорія була «неясної причини», наприклад, небажання жінки або обох батьків мати дитину та інше або кілька причин.
Результати відповідей на це запитання від містянок: 35 % були беззастережно усувні, 16.5 %, умовно усувні, 10 % були неусувними, а 37,9 % неясні. Причини сільських жінок: 26.3 % беззастережно усувні, 18 % умовно усувні, 10 % неусувні, і 45,2 % неясні. Найбільш помітна відмінність, що більше міських жінок вказали на відсутність простору як причину. Результати опитування виявили, що кількість абортів була значно вищою серед жінок, які працюють, що не дивно, 105.5 абортів на тисячу жінок, проти 41,5 серед жінок, які не працюють.
Якщо рівень абортів у цьому дослідженні вважати репрезентативним, то в цей період кількість абортів перевищувала число народжених. Це також означає, що рівень абортів у СРСР був найвищим в світі в той час. До кінця ери Брежнєва в 1982 році рівень народжуваності в СРСР був на рівні або нижче рівня простого відтворення, за винятком мусульманських республік Центральної Азії.

### Аборт у перші роки незалежності Російської Федерації
Перші роки існування Російської Федерації були позначені зниженням рівня народжуваності й абортів і розширенням доступу і використання превентивних методів контрацепції. Офіційна політика СРСР на момент його розпаду була на користь планування сім'ї, хоча протизаплідні засоби зазвичай були недоступні для громадськості, залишаючи більшості жінок аборти як єдиний спосіб регулювання розміру своєї сім'ї. Зниження кількості абортів свідчить про те, що все менше вагітностей росіянок були незапланованими. Найбільш поширеними в 1990-х були 'мініаборти' шляхом вакуум-аспірації, які проводилися протягом перших 7 тижнів вагітності. Легалізація мініабортів у 1988 році зробила непотрібним дво- або триденне перебування в стаціонарі, яке раніше було необхідним. Ненадійна якість і недоступність засобів контрацепції можливо частково сповільнили зниження кількості абортів у Росії в 1990-х. 
У Росії на початку 1990-х років не більш як 75 % сексуально активних жінок використовували протизаплідні засоби будь-якого роду. Хоча такі засоби стали доступніші після розпаду СРСР, станом на 1993 рік все ще менш як половина росіянок вважали, що вони мають адекватний доступ до них. У перше десятиліття Російської Федерації заводи з виробництва презервативів і єдиний російський завод з виробництва протизаплідних спіралей закрились на деякий час через високі ціни на латекс і поганий контроль якості. З початком демократії в Росії все ще 41 % сексуально активних жінок спиралися на ненадійні традиційні методи контрацепції. Багато жінок, які використовували ці методи, посилалися на наявність абортів як фактор у своїх міркуваннях. Багато жінок, які не застосовували жодного з методів контрацепції, наводили можливість аборту як причину того, що вони не утруднюють себе сучасними або навіть традиційними стратегіями планування сім'ї. 
Між 1990 і 2000 роками щорічна кількість абортів у Росії скоротилася вдвічі, але співвідношення кількості абортів і народжених живими (2.04 у 1990 році до 1,92 у 1996 році) скоротилося аналогічним чином. Це означає не лише те, що було виконано менше абортів, але й, що менша кількість жінок завагітніли в цілому. Це загальне зниження темпів народжуваності було частковою причиною одного з двох основних структурних факторів у Росії, які працюють на користь абортів перед методами профілактичної контрацепції. Інші чинники зниження коефіцієнта абортів включають заходи, які вжив президент Володимир Путін, щоб збільшити розмір сім'ї в Росії. На початку 2000-х років він закликав до федеральної фінансової підтримки для дітей в перші 18 місяців життя як спосіб заохочення жінок, щоб мати другу або третю дитину. У той час, коли він вперше запропонував цей крок, російське населення скорочувалося на 700 000 осіб щорічно. У перші 10 років Російської Федерації її населення скоротилося на 3 млн осіб. Побоювання щодо скорочення чисельності населення в Росії дуже поширені й відіграють важливу роль у дискусії про аборти. Спроби сповільнити спад чисельності населення почалися з розширення фінансової підтримки для маленьких дітей в Росії і зрештою призвели до обмеження доступу до абортів.
Інші фактори зниження кількості абортів у Росії включають легалізацію стерилізації. Обмеження контрацептивної стерилізації мали місце починаючи з 1930-х років, але були послаблені 1993 року. У перші сім років законності стерилізації майже 100 000 жінок добивалися і добились проведення цієї процедури. Це є фактором зниження показників небажаної вагітності в Росії. 2003 року вперше за 50 років закони, що стосуються доступу до аборту, стали суворішими; будь-який інший законодавчий акт на цю тему в Радянському Союзі та Російській Федерації надавав жінкам легший доступ.
1991 року, в рік розпаду СРСР, в Росії зареєстровано 3 608 000 абортів. Це число неухильно знижувалося впродовж багатьох років, і у 2002 році російські лікарі проводили 1 802 000 абортів щорічно. Хоч це зниження є істотним, але воно все одно залишає Росію, як і раніше, на другому місці за кількістю абортів на душу населення (хоча рівень абортів у Росії в цілому знижувався, але в азійській частині країни насправді зростав). Хоча рівень абортів у цих азійських республіках був не настільки високим, як у західній частині Росії, в момент розпаду СРСР, і як і раніше не найвищий в країні, він все-таки зростає. Зниження загальної кількості абортів відбулось переважно через дуже різке зниження числа абортів на рік у двох найбільших містах Росії, Москві та Санкт-Петербурзі.
Національна заклопотаність щодо скорочення чисельності населення триває від 1980-х і викликала новий режим, щоб прийняти політику направлену проти планування сім'ї. Використання контрацептивів повільно піднімалося в 1990-х, але станом на 1997 рік все ще одна з десяти російських вагітностей закінчувалася абортами, і тому можна припустити, що принаймні кожна десята вагітність у Росії була незапланованою. Згідно з законом, аборт має проводитися в лікарні і ця процедура є важливим джерелом доходів для медичних установ.
Хоча аборти стали трохи рідшими, вони навряд чи стали безпечнішими. До 1998 року все ще 2 з 3 абортів призводили до певних медичних ускладнень. Серед найбільш загальних з цих ускладнень є ненавмисна вторинна стерилізація, яка трапляється в одному випадку на 10 росіянок, які проводять хоча би один аборт у житті. Серед неповнолітніх цей показник удвічі вищий. Незаконні аборти, проведені без ліцензії лікарем або бабкою, мають вищі показники смертності та стерилізації, ніж легальні аборти, але залишаються досить популярними через їхню конфіденційність.

## Чинне законодавство
Протягом 2000-х років неухильно знижувана чисельність населення Росії (як через негативну народжуваність, так і через низьку тривалість життя) стала основним джерелом занепокоєння, навіть змусивши військовослужбовців згорнути призов до війська через брак молодих чоловіків. 21 жовтня 2011 року Державна Дума РФ прийняла закон, що обмежує аборти до перших 12 тижнів вагітності, з продовженням до 22 тижнів у тих виняткових випадках, якщо вагітність настала в результаті зґвалтування, а через медичні показання його можна здійснювати в будь-який момент вагітності. Новий закон також зробив обов'язковим очікувальний строк від 2 до 7 днів перед абортом, щоб дозволити жінці «переглянути своє рішення». Аборт можна проводити лише в ліцензованих закладах (як правило, лікарні або жіночі консультації) і це повинні робити лікарі, які мають спеціальну підготовку. Лікар може відмовитися від виконання абортів, за винятком абортів за медичною необхідністю.
Згідно з Кримінальним кодексом РФ (ст. 123), проведення аборту особою, яка не має медичної освіти і спеціальної підготовки, карається штрафом в розмірі до 800 000 руб.; накладенням штрафу в розмірі до 8 місячних заробітків звинуваченого; громадськими роботами від 100 до 240 годин, або тюремним ув'язненням на строк від 1 до 2 років. У тих випадках, коли незаконний аборт спричинив смерть вагітної жінки або заподіяв значної шкоди її здоров'ю, засудженому загрожує тюремне ув'язнення терміном до 5 років.

### Нещодавні зміни
Темі аборту знову почали приділяти підвищену увагу 2011 року в дебатах, які, на думку Нью-Йорк Таймс, «почали нагадувати дебати у США». Парламент ухвалив, а президент Дмитро Медведєв підписав низку обмежень на аборти в законі Про боротьбу з «падінням народжуваності» і «скороченням населення». Серед обмежень вимога до виконувачів абортів витрачати 10 % витрат на рекламу на опис небезпеки абортів для здоров'я жінки і незаконність опису абортів як безпечної медичної процедури. Дружина Медведєва Світлана Володимирівна пропагувала позицію пролайф у Росії під час тижневої національної кампанії проти абортів «подаруй мені життя!» та «День сім'ї, любові і вірності» своїм Фондом соціально-культурних ініціатив спільно з Російською православною церквою.

### Запропонована заборона
2015 року деякі російські депутати підготували законопроєкт, який запроваджує адміністративні штрафи за проведення абортів поза державними клініками. Пропоновані штрафи 150,000-200,000 рублів ($3,000-$4,000) для приватних осіб, 500,000-800,000 рублів ($10,000-$16,000) для індивідуальних підприємців та посадових осіб і 000-2 500,5 млн рублів ($10,000-$50,000) для юридичних осіб, які також можуть зазнати повного призупинення їхньої діяльності на строк до 90 днів. Витрати на аборт також мають бути доведені до рівня приватних клінік. Ще одна вимога, яку все ще потрібно затвердити, полягає в тому, що жінки повинні пройти обов'язкову УЗД. Спеціальну заяву повинна підписати жінка, яка проходить процедуру аборту, а також не менш як двоє членів сім'ї. Якщо членів сім'ї немає, то таку заяву не потрібно підписувати.
Патріарх Кирило заявив, що 80 % абортів у Росії виконуються тільки через зручність. Нові закони могли б також скоротити аборти наполовину. Російська Православна Церква виступає проти абортів. Російська офіційна статистика каже, що обмеження збільшать народжуваність на близько півмільйона, а активісти пролайф стверджують, що реальна кількість додаткових народжень буде чотири мільйони на рік.
Ще одна поправка передбачає, що Державний фонд медичного страхування можна використовувати для оплати аборту тільки за медичними показанням або «соціальними рекомендаціями», наприклад, випадками, коли вагітну жінку зґвалтовано, або коли плід має дефект, такий, як мутація, синдром Дауна тощо, які можна визначити до народження, інший приклад: якщо вагітна має вік до 16 років або має низькі доходи і не в змозі підтримувати дитину, тоді є право на державне фінансування.
Існує також пов'язана з цією темою пропозиція про заборону продажу засобів екстреної контрацепції.

## Статистика
Попри значне зниження відношення кількості абортів до народжуваності починаючи з середини 1990-х, у країнах колишнього Радянського Союзу зберігається найвищий рівень абортів у світі. 2001 року на 1,31 млн дітей, які народилися в Росії, припало 2,11 млн абортів. 2005 року в Росії зареєстровано 1,6 млн абортів; 20 % з них зроблені дівчатами віком до 18 років. Згідно з офіційною статистикою, 2011 року кількість абортів становила 989 000.
Станом на  2010 показник абортів становив 37,4 на 1000 жінок віком 15-44 років, найвищий серед усіх країн, про які йдеться в даних ООН.
Статистика абортів у СРСР вважалася державною таємницею до кінця 1980-х років. У цей період рівень абортів у СРСР був одним з найвищих у світі. Цей коефіцієнт досяг свого піку в 1965 році, коли було проведено 5,5 мільйона абортів найбільша кількість в історії Росії. Втім, легалізація абортів не призвела до повної ліквідації їх незаконного виконання. [Е. А. Садвокасова]